# Jessica Depauli
Jessica Depauli (* 4. September 1991) ist eine ehemalige österreichische Skirennläuferin. Sie wurde 2011 Juniorenweltmeisterin im Slalom sowie Gesamtsiegerin im Europacup. Die Allrounderin wurde zudem dreimal Österreichische Staatsmeisterin. Im Juni 2013 gab sie mit nur 21 Jahren ihr Karriereende bekannt.

## Biografie
Nach der Volks- und Hauptschule in ihrem Heimatort Kirchberg in Tirol besuchte Jessica Depauli ein Jahr lang die Skihandelsschule in Stams. Jessica Depauli trainierte im Ski Klub Kirchberg. Ihre ersten FIS-Rennen bestritt sie im Dezember 2006. Nach zahlreichen Top-10-Ergebnissen fuhr sie im Februar 2009 erstmals auf das Podest und kam kurz darauf zu ihren ersten Einsätzen im Europacup. Seit der Saison 2009/10 startet sie regelmäßig im Europacup und erzielte zu Saisonbeginn und -ende mit den fünften Plätzen in der Super-Kombination von Kvitfjell und im Riesenslalom von Kranjska Gora ihre besten Ergebnisse dieses Winters.

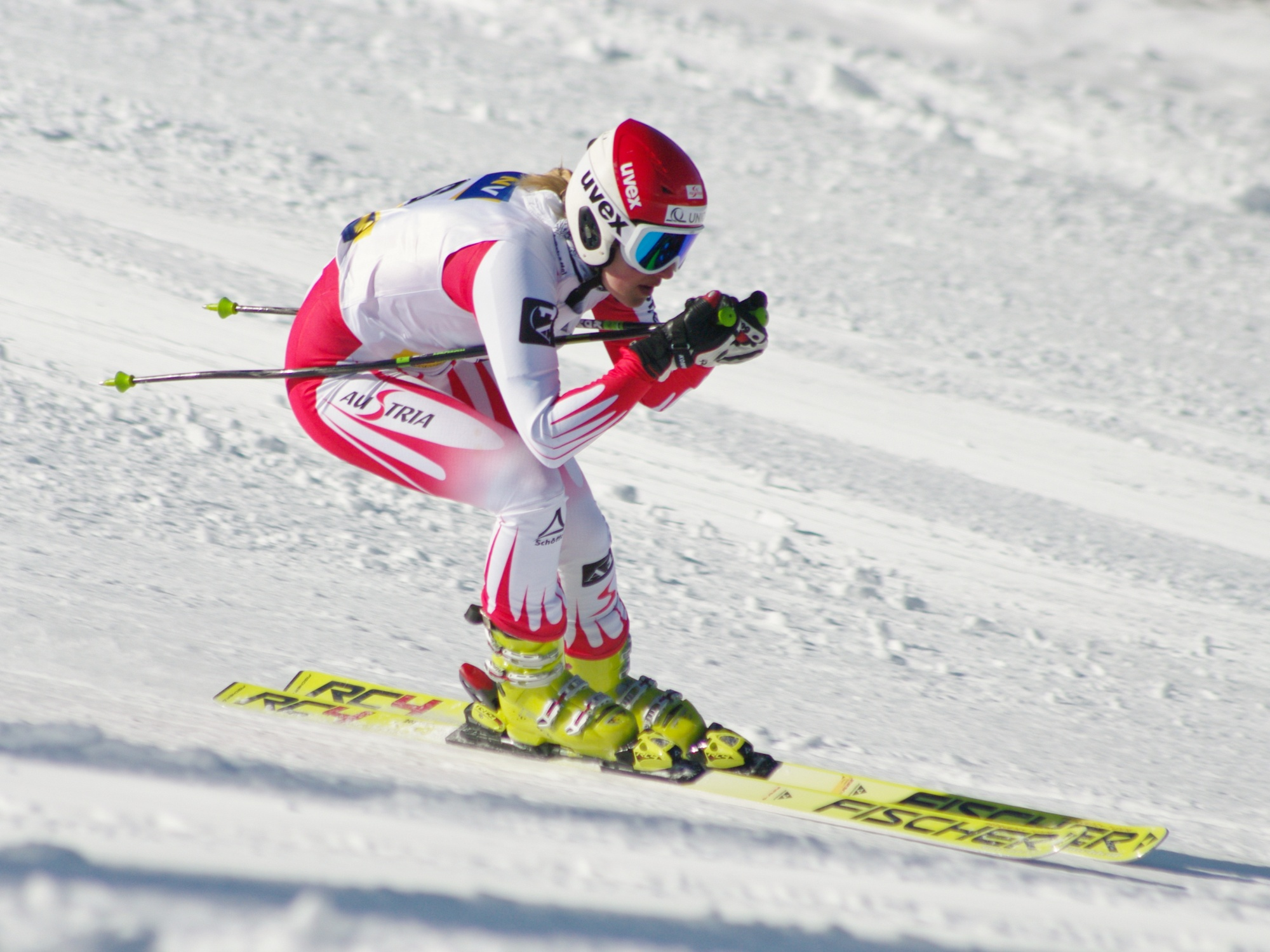
Jessica Depauli im Super-G (März 2010)

Nachdem sie bereits 2008 Österreichische Jugendmeisterin in der Abfahrt war und ein Jahr darauf die Österreichische Jugendmeisterschaft im Slalom gewonnen hatte, feierte sie 2010 einen Fünffacherfolg und gewann alle Disziplinen der Österreichischen Jugendmeisterschaften. Auch international konnte sie mit dem Gewinn der Silbermedaille in der Abfahrt sowie der Bronzemedaille in der Kombination bei den Juniorenweltmeisterschaften 2010 in Frankreich aufzeigen; in FIS-Rennen erzielte sie im Winter 2009/2010 zahlreiche Siege.
Nach diesen Erfolgen stieg Jessica Depauli 2010 in den B-Kader des Österreichischen Skiverbandes auf, nachdem sie zuvor zwei Jahre im ÖSV-Nachwuchskader war. 
Im Oktober 2010 startete sie beim Weltcup-Riesenslalom am Rettenbachferner in Sölden als Vorläuferin, wo sie in einer inoffiziellen Zeitnahme eine der besten ÖSV-Läuferinnen gewesen wäre. Anfang November 2010 sicherte sich Depauli, die ÖSV-Damencheftrainer Herbert Mandl damals als eines der größten Nachwuchstalente im österreichischen Verband bezeichnete, bei den ÖSV-internen Zeitläufen einen Startplatz für den Weltcupslalom in Levi.
Bei ihrem Weltcupdebüt am 13. November belegte die 19-Jährige den 41. Platz im ersten Durchgang und scheiterte damit an der Qualifikation für den zweiten Lauf der besten 30. 
Drei Wochen später feierte sie ihre ersten Siege im Europacup, als sie im norwegischen Kvitfjell die Super-Kombination und den Super-G gewann. Depauli gewann auch die beiden weiteren Super-Kombinationen der Saison 2010/11, womit sie überlegen die Disziplinenwertung für sich entschied, sowie weitere drei Super-G, womit sie auch diese Disziplinenwertung gewann. Zudem gewann sie zwei Riesenslaloms und einen Slalom und damit überlegen die Europacup-Gesamtwertung, womit sie für die folgende Saison 2011/2012 einen Weltcup-Fixstartplatz in allen Disziplinen hatte. Bei den Juniorenweltmeisterschaften 2011 in Crans-Montana gewann sie die Goldmedaille im Slalom und wurde Vierte in der Abfahrt. In Super-G und Riesenslalom schied sie aus. Am Ende des Winters wurde sie Österreichische Staatsmeisterin 2011 in der Abfahrt und in der Super-Kombination. Nach der Saison stieg sie vom B- in den A-Kader auf.
Im ersten Weltcuprennen der Saison 2011/12, dem Riesenslalom in Sölden am 22. Oktober, gewann Depauli mit Platz 26 ihre ersten Weltcuppunkte. 
Ihr bestes Weltcupergebnis des Winters war der 21. Platz im Slalom von Zagreb am 3. Jänner 2012. Sie wurde im März 2012 Österreichische Staatsmeisterin im Slalom, stieg aber nach dem Winter vom A- wieder in den B-Kader ab. Während der Saison 2012/13 konnte sich Depauli nur zweimal in den Weltcup-Punkterängen klassieren, erzielte aber am 10. März 2013 mit Platz 18 im Slalom von Ofterschwang das beste Ergebnis ihrer Karriere.

## Erfolge

### Juniorenweltmeisterschaften
- Mont Blanc 2010: 2. Abfahrt, 3. Kombination, 15. Riesenslalom, 23. Slalom
- Crans-Montana 2011: 1. Slalom, 4. Abfahrt

### Weltcup
- 1 Platzierung unter den besten 20

### Europacup
- Saison 2010/11: 1. Gesamtwertung, 1. Super-G-Wertung, 1. Super-Kombinations-Wertung, 3. Riesenslalomwertung
- Saison 2012/13: 4. Super-Kombinations-Wertung
- 12 Podestplätze, davon 10 Siege:

| Datum                 | Ort        | Land       | Disziplin         |
| --------------------- | ---------- | ---------- | ----------------- |
| 4. Dezember 2010      | Kvitfjell  | Norwegen   | Super-Kombination |
| 5. Dezember 2010      | Kvitfjell  | Norwegen   | Super-G           |
| 15./16. Dezember 2010 | St. Moritz | Schweiz    | Super-Kombination |
| 24. Jänner 2011       | Pila       | Italien    | Super-G *         |
| 25. Jänner 2011       | Pila       | Italien    | Super-G           |
| 11. Februar 2011      | Lélex      | Frankreich | Super-G           |
| 12. Februar 2011      | Lélex      | Frankreich | Super-Kombination |
| 14. Februar 2011      | Abetone    | Italien    | Riesenslalom      |
| 9. März 2011          | Soldeu     | Andorra    | Riesenslalom      |
| 13. März 2011         | Formigal   | Spanien    | Slalom            |

* zeitgleich mit Verena Stuffer

### Österreichische Meisterschaften
- Dreifache Österreichische Staatsmeisterin:
  - 2011: Abfahrt und Super-Kombination
  - 2012: Slalom
- Siebenfache Österreichische Jugendmeisterin:
  - 2008: Abfahrt (Jugend I)
  - 2009: Slalom (Jugend II)
  - 2010: Slalom, Riesenslalom, Super-G, Abfahrt und Kombination (Jugend II)

### Weitere Erfolge
- 9 Siege in FIS-Rennen